# 말군부
말군부(학명: Cryptochiton stelleri)는 군부들 중 가장 큰 종으로서, 최대 체장 36 센티미터, 체중 2 킬로그램 이상까지 자란다. 캘리포니아 중부에서 알래스카, 알류산 열도를 거쳐 캄차카반도에서 일본에 이르기까지 북태평양 연안에 서식한다. 선호하는 서식지는 바위투성이의 조간대 또는 근해대다.

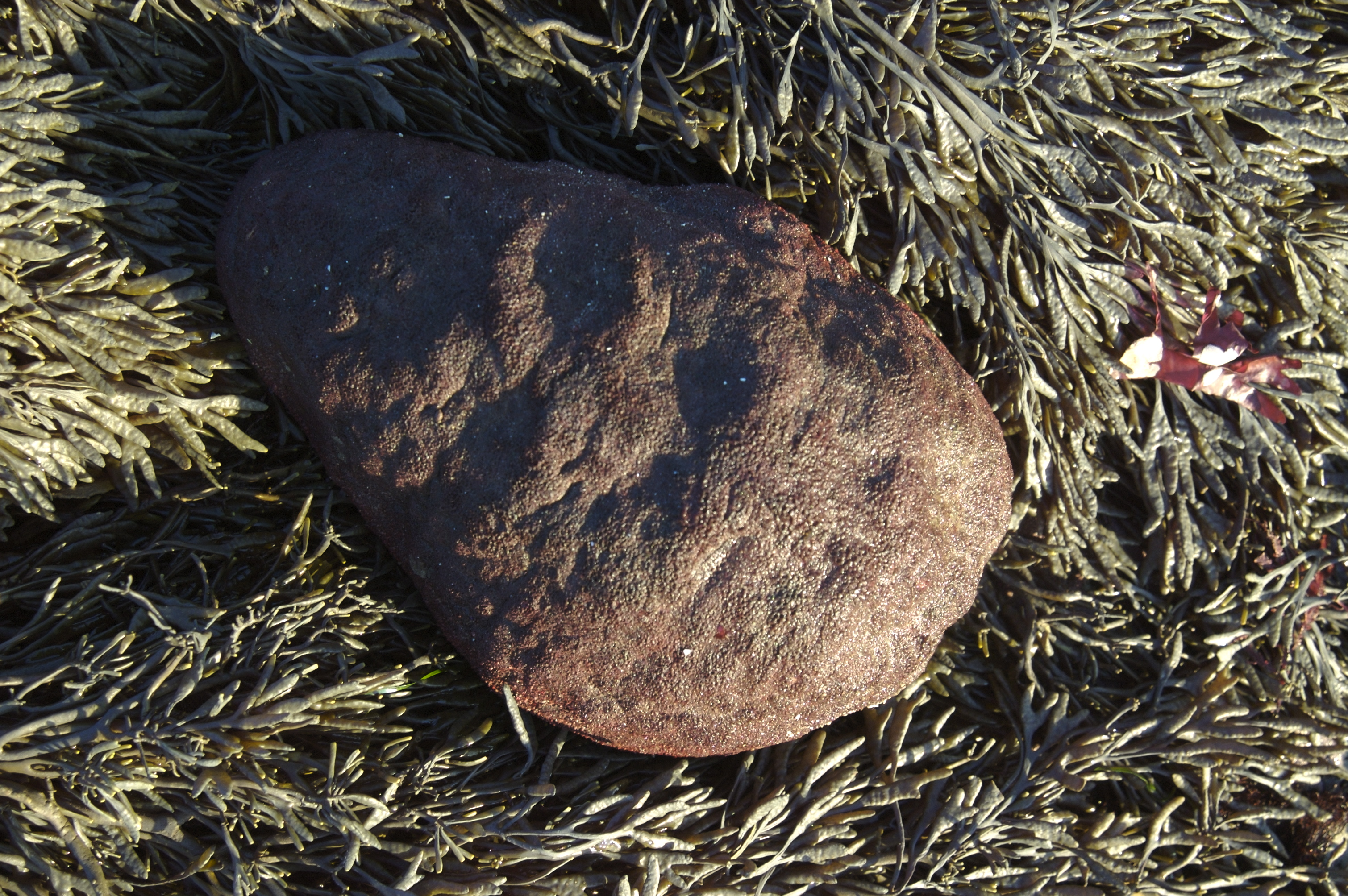
등껍질이 가죽으로 덮여서 그냥 돌처럼 보인다.

군부들은 배면에 신체를 방호하는 여덟 개의 단단한 껍데기, "밸브"가 드러나 있다. 하지만 말군부는 다른 군부들과 달리, "거들"이라는 가죽질 표피로 이 밸브들이 완전히 덮여서 밖에서는 보이지 않는다.  말군부의 거들 색깔은 보통 적갈색이며, 이따금 주황색 개체가 있다.
말군부의 이빨은 부분적으로 자철석으로 되어 있어서 날카롭다. 이것으로 바위에 들러붙은 조류를 긁어내 먹는다.